# Dixon, Illinois
Dixon är en stad i Lee County i delstaten Illinois, USA. Dixon är administrativ huvudort (county seat) i Lee County. 

## Kända personer
Staden är mest känd som barndomshem för Ronald Reagan, vars familj bodde på 816 South Hennepin Street (Reagan föddes dock i Tampico, Illinois).
- John Adelbert Parkhurst (1861-1925), astronom.
- H. Allen Smith (1909-1998), republikansk kongressledamot.